# Knoll (Bildhauerfamilie)
Die Bildhauerfamilie Knoll schuf hauptsächlich durch Johann Nikolaus Knoll und Wolfgang Adam Knoll zahlreiche Kunstwerke in den Kirchen des Hofer Umlandes und trug vor allem mit der Schaffung erster Kanzelaltäre zur Ausbildung des Markgrafenstiles bei. Eine Serie von Taufengeln bilden eine regionale Besonderheit.

## Bedeutung und Verbreitung
Hof verfügte schon im Mittelalter über eine Tradition künstlerischen Schaffens. Unterbrochen durch den Dreißigjährigen Krieg und die Bedrohung durch die Türken und nachdem vorhergehende Arbeiten an auswärtige Künstler vergeben worden waren, wandte sich Johann Nikolaus Knoll aus einer alteingesessenen Hofer Familie, die über Generationen in der Zunft des Metzgerhandwerks arbeitete, dem künstlerischen Schaffen der Bildhauerei zu. Gefertigt wurde die Innenausstattung für Kirchen der Umgebung, dazu zählen insbesondere Altäre, Kanzeln, Taufengel und Orgelgehäuse. Während die Familie Knoll die Schnitzarbeiten übernahm, setzte mehrfach die Familie Lohe, darunter die beiden Kirchenmaler Heinrich Andreas Lohe und Heinrich Matthäus Lohe, mit der Bemalung die Arbeit an den Werken fort. Johann Nikolaus schuf den ersten Kanzelaltar der Region und trug somit zur Ausbildung des Markgrafenstiles bei. Als späterer Familienbetrieb lassen sich nicht alle Werke nur einem Künstler zuordnen und auch Folgeaufträge, wie die Fertigung eines zweiten Taufengels für Köditz, bilden weitere Zusammenhänge. Mit dem Sohn von Wolfgang Adam, Johann Christian Knoll, endete eine 100-jährige Familientradition. Auch dieser wurde im Kunsthandwerk ausgebildet und in die Fertigung einbezogen, wechselte dann aber in städtische Dienste. Dennoch fertigte er in reifem Alter 1793 noch einen einzelnen Taufengel für Leupoldsgrün.
Kunstwerke wurden in den sächsischen, böhmischen und vor allem den fränkischen Raum geliefert, schwerpunktmäßig heute im Landkreis Hof und in den benachbarten Landkreisen Bayreuth und Wunsiedel gelegen. Im sächsischen Raum handelt es sich um die Orte Misslareuth, Kürbitz, Plauen, Bobenneukirchen, Untertriebel, Wiedersberg und Ölschnitz. Im böhmischen Raum ist es der Ort Rossbach, heute Hranice u Aše. Im fränkischen Raum wurden Kunstwerke gefertigt für Gattendorf, Regnitzlosau, Arzberg, Konradsreuth, Wirsberg, Oberröslau, Kirchenlamitz, Leupoldsgrün, Schauenstein, Marlesreuth, Selbitz, Geroldsgrün, Köditz, Berg, Joditz und Trogen.

## Familienbeziehungen
Aus der 1666 geschlossenen Ehe zwischen dem Metzger Erhard Knoll und Anna Katharina, geborene Wolf ging 1667 Johann Nikolaus Knoll hervor. Er entschied sich für das Kunsthandwerk. Er heiratete 1697 Magdalena Kunigunde Erb, die Tochter eines Gymnasiallehrers. Der älteste Sohn Johann Christoph Knoll wurde 1698 geboren und muss Hof verlassen haben. 1709 wurde Wolfgang Adam Knoll geboren. Er heiratet 1735 Barbara Hass, Tochter des Bürgermeisters und Steuereinnehmers. Aus dieser Ehe ging 1738 Johann Christian Knoll hervor, der das Bildhauerhandwerk erlernte, aber in städtische Dienste überging und zum Polizeiinspektor aufstieg. Er heiratete 1776 Anna Margarete Kern aus Hof. Nachkommen sind nicht bekannt. 1741 wurde Leonhard Gottlieb Knoll als weiterer Sohn von Wolfgang Adam und Barbara geboren, er starb aber nach wenigen Wochen.

## Werkverzeichnis
Hans Hofner stellte ein Werkverzeichnis zusammen, welches durch Kirchenrechnungen eindeutig belegt ist.
| Jahr      | Werke                       | Ort                        | Anmerkungen                                      |
| --------- | --------------------------- | -------------------------- | ------------------------------------------------ |
| 1692      | Kanzel                      | Konradsreuth               |                                                  |
| 1693      | Kanzeldeckel                | Hof, Hospitalkirche        |                                                  |
| 1693/1694 | Orgelgehäuse, Schnitzereien | Berg                       |                                                  |
| 1694      | Vortragskreuz               | Berg                       |                                                  |
| 1695      | Kanzel                      | Arzberg                    |                                                  |
| 1696      | Kanzel, Schalldeckel        | Geroldsgrün                |                                                  |
| 1698      | Kruzifix                    | Köditz                     | eventuell auch in Leupoldsgrün                   |
| 1699      | Kanzelaltar                 | Oberröslau                 | erster Kanzelaltar des Markgraftums              |
| 1700      | Vortragskreuz               | Marlesreuth                |                                                  |
| 1704      | Altar                       | Joditz                     |                                                  |
| 1704      | Kanzel                      | Joditz                     |                                                  |
| 1704      | Taufengel                   | Joditz                     |                                                  |
| 1704      | Kanzelaltar                 | Bobenneukirchen            |                                                  |
| 1704      | Kanzelaltar                 | Misslareuth                |                                                  |
| 1705      | Orgelgehäuse, Schnitzereien | Joditz                     |                                                  |
| 1707      | Orgelgehäuse, Schnitzereien | Leupoldsgrün               |                                                  |
| 1710      | Kanzelaltar                 | Rossbach                   |                                                  |
| 1714      | Taufengel                   | Berg                       |                                                  |
| 1716      | Kanzelaltar                 | Schauenstein               |                                                  |
| 1719      | Orgelgehäuse                | Schauenstein               |                                                  |
| 1719      | Orgelgehäuse                | Marlesreuth                |                                                  |
| 1720      | Orgelgehäuse                | Kürbitz                    |                                                  |
| 1720      | Kanzel                      | Ölsnitz                    |                                                  |
| 1722      | Taufengel                   | Selbitz                    |                                                  |
| 1722      | diverse Arbeiten            | Hof, St. Michaelis         |                                                  |
| 1723      | Sanduhrengel                | Konradsreuth               |                                                  |
| 1725      | Kanzelaltar                 | Selbitz                    |                                                  |
| 1730      | Taufengel                   | Wiedersberg                |                                                  |
| 1730      | Kanzelaltar                 | Wiedersberg                |                                                  |
| 1732      | Orgelgehäuse                | Ölsnitz                    |                                                  |
| 1742      | Kanzelaltar                 | Marlesreuth                |                                                  |
| 1743      | Kanzelaltar                 | Regnitzlosau               |                                                  |
| 1744      | Kanzelaltar                 | Wirsberg                   |                                                  |
| 1745      | Taufengel                   | Regnitzlosau               |                                                  |
| 1745      | diverse Arbeiten            | Kirchenlamitz              |                                                  |
| 1746      | Taufengel                   | Köditz                     | kleine Ausführung                                |
| 1748      | Kanzelaltar                 | Trogen                     |                                                  |
| 1748      | Orgelgehäuse                | Trogen                     |                                                  |
| 1750      | Auferstehungsfigur          | Münchberg, Friedhofskirche | Figur für den Altar des Johann Daniel Thalbitzer |
| 1751      | Taufengel                   | Däuma                      |                                                  |
| 1754      | Kanzelaltar                 | Gattendorf                 |                                                  |
| 1754      | Orgelgehäuse                | Gattendorf                 |                                                  |
| 1754      | Taufengel                   | Gattendorf                 |                                                  |
| 1768      | Kanzelaltar                 | Geroldsgrün                |                                                  |
| 1769      | Taufengel                   | Köditz                     | große Ausführung                                 |
| 1770      | Taufengel bzw. Epistelengel | Geroldsgrün                |                                                  |
| 1771      | Orgelgehäuse                | Geroldsgrün                |                                                  |
| 1793      | Taufengel                   | Leupoldsgrün               |                                                  |

## Beispiele von Werken

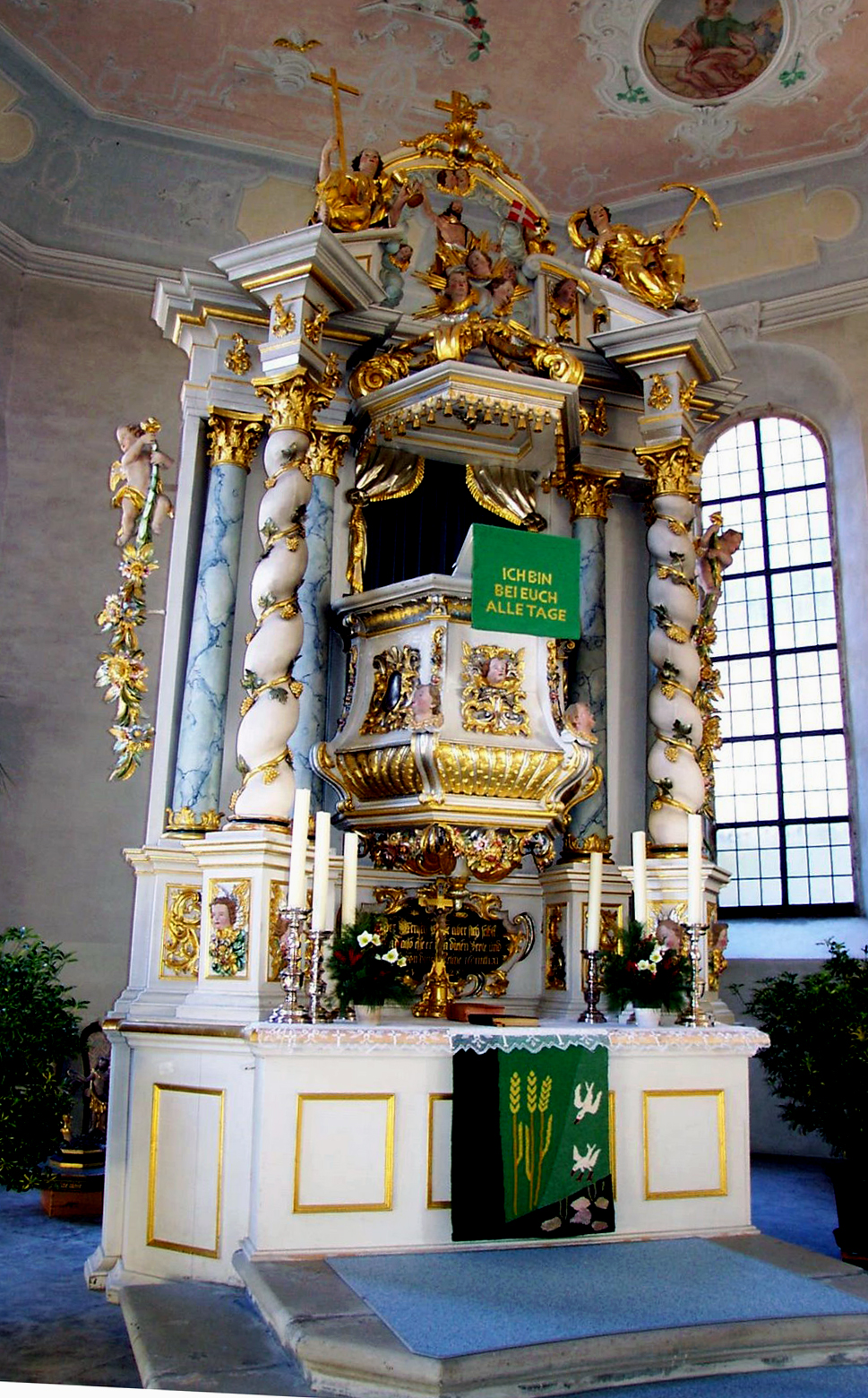
Wirsberger Kanzelaltar von 1744
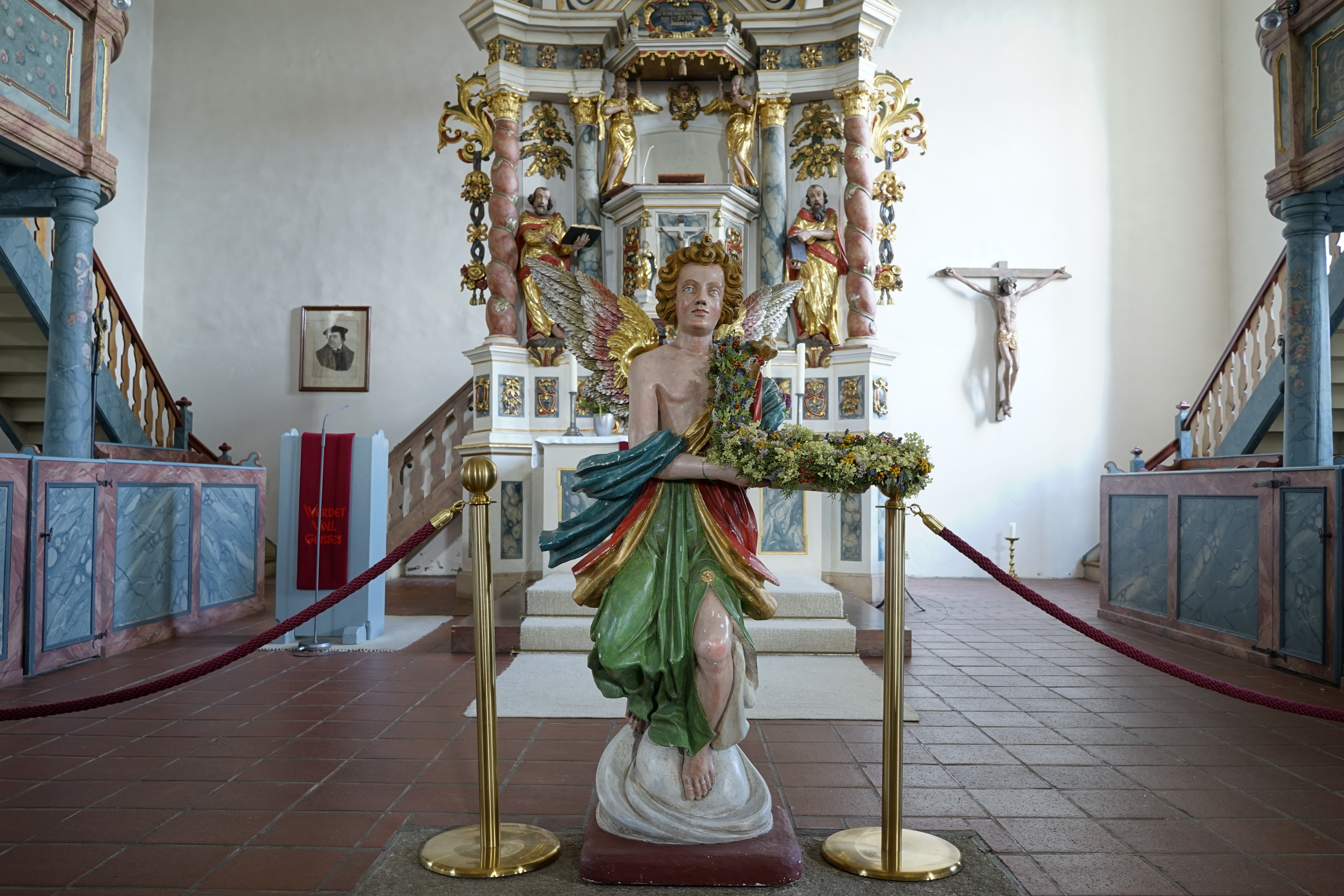
Taufengel in Trogen
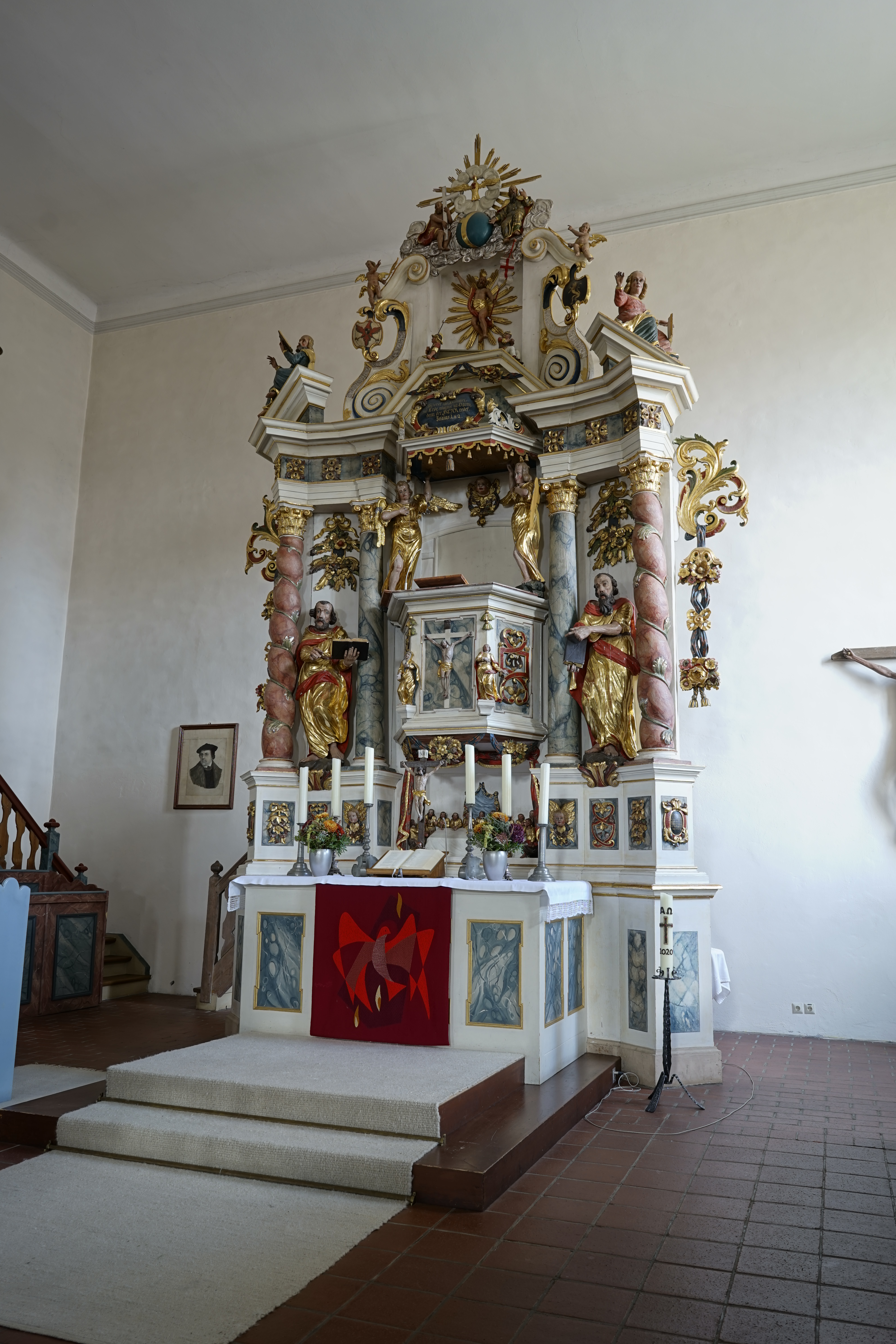
Trogener Kanzelaltar von 1748
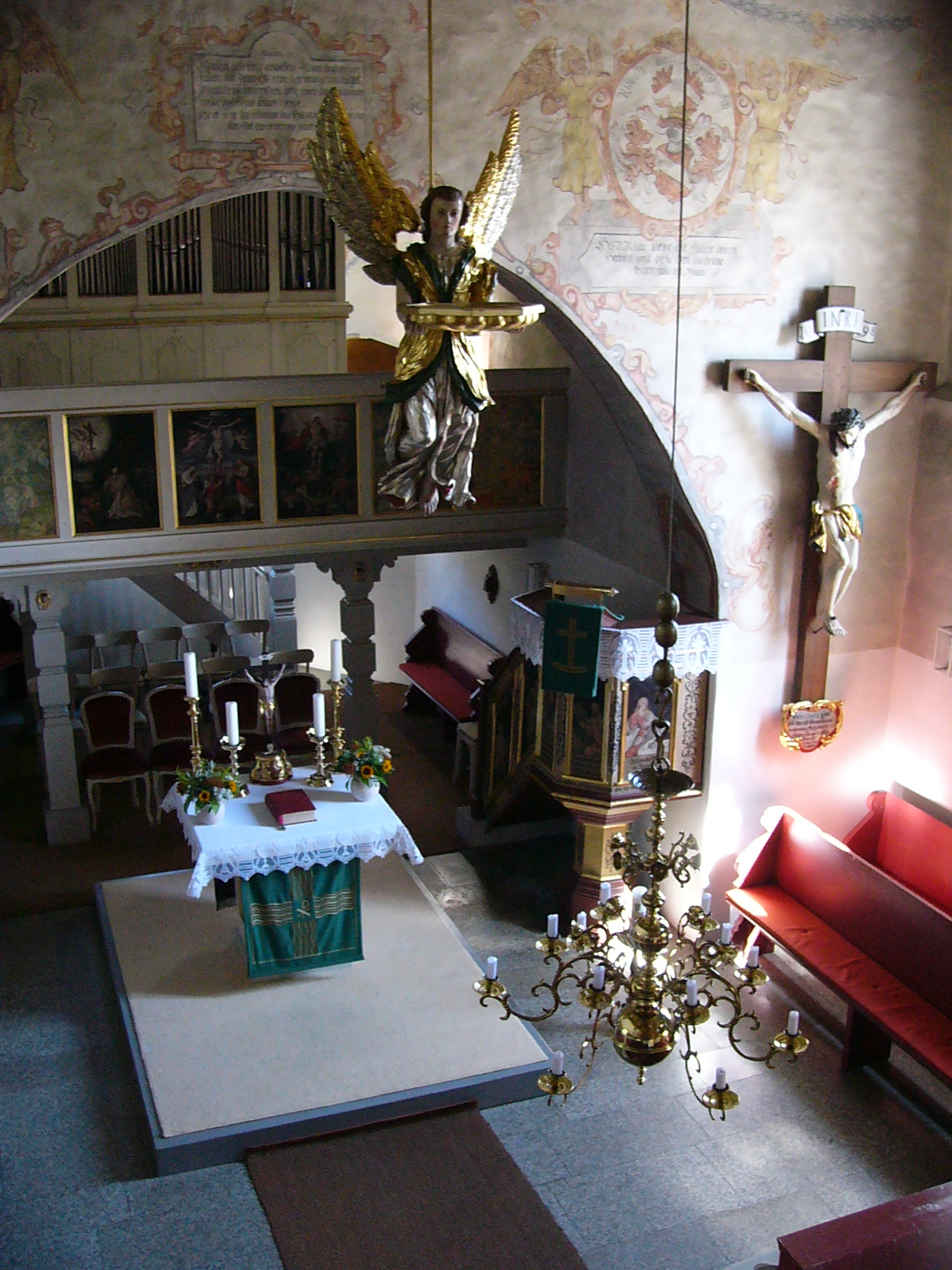
Schwebetaufengel von 1769 in Köditz
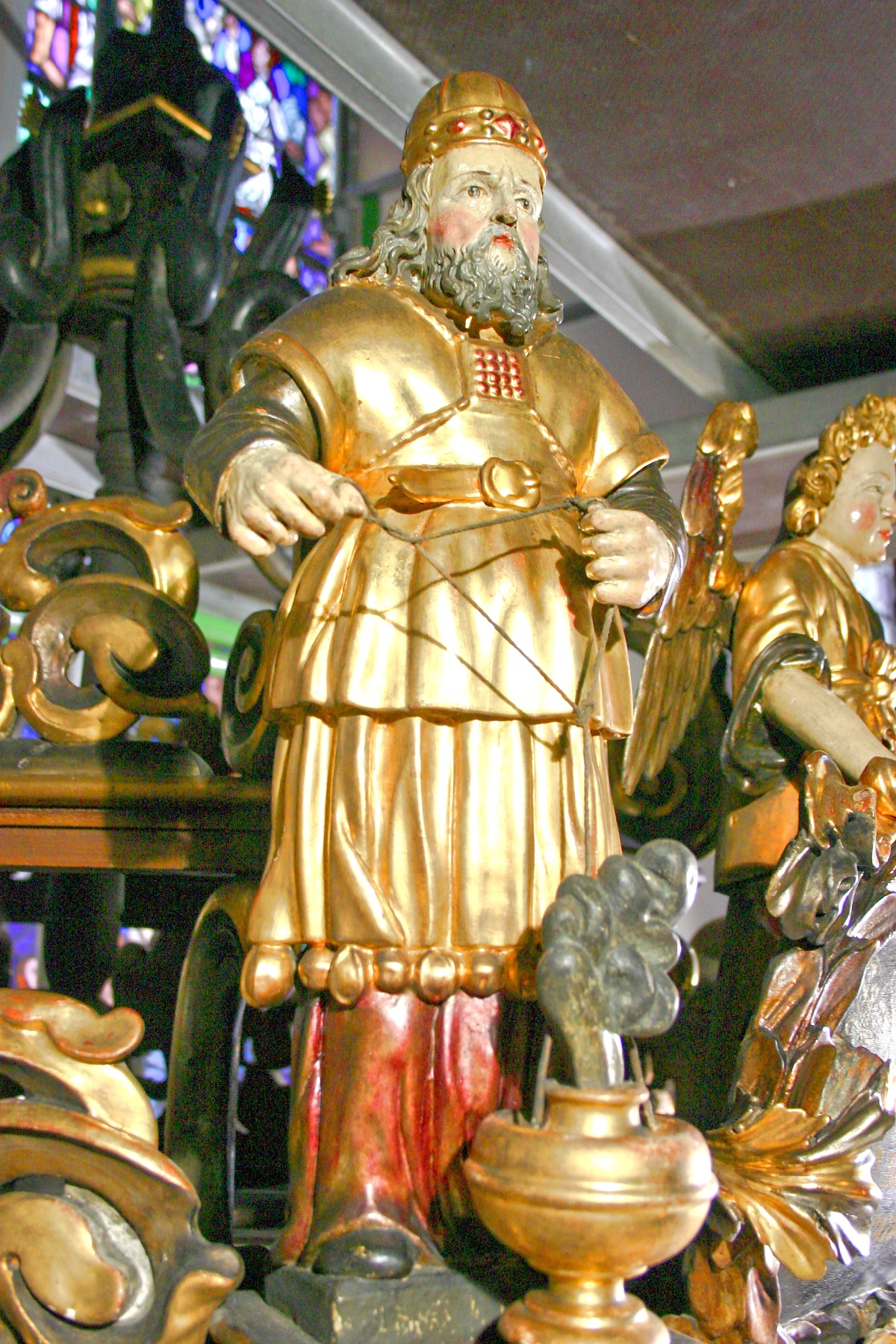
Die Figur des Aaron von 1693 aus dem Kanzeldeckel der Hospitalkirche Hof